# Esperanza Otero
Esperanza Otero fue una actriz argentina y que como actriz de carácter realizó una extensa carrera actoral en la radio y el teatro.
En el teatro se recuerda su participación integrando la compañía de Pedro Tocci en 1941 en la obra Juan Cuello, que el año anterior había tenido gran éxito en su adaptación transmitida por Radio Argentina. En radio animó durante muchos años el papel de Catalina Castilla en el programa  Los Pérez García.  

## Filmografía
Actor
- Catita es una dama   (1956)
- Un novio para Laura   (1955)...........madre de Damian
- La casa de los millones   (1942)

## Teatro
- 1953: Los maridos engañan de 7 a 9, con la Compañía Gloria Guzmán- Juan Carlos Thorry- Analía Gadé. Estrenada en el Teatro Smart.[3]